# Vzpoura studentů
Vzpoura studentů, nebo též Studentská vzpoura (polsky Bunt żaków), je čtyřaktová opera o 8 obrazech polského skladatele Tadeusze Szeligowského. 
Autorem libreta byl Roman Brandstaetter. Světová premiéra opery se konala 14. července 1951 ve Vratislavi. Vzpoura studentů je první polská poválečná opera.

## Obsah
Děj opery je založen na skutečných událostech, které se udály v Krakově roku 1549. Zabití několika studentů Krakovské akademie (Jagellonské university) prostého původu městskými patricii vedlo ke studentské vzpouře.
Obsah opery je založena na duchu kolektivního hrdinství, zatímco milostná témata jsou pojata jen jako okrajová.
Z hudebního hlediska je Bunt żaków zajímavým pokusem spojit staré hudební prvky s prostředky novější hudby: K vyjádření dobového ducha, používá Szeligowski staré tance (gaillarde), či úryvky z autentických studentských písní 16. století. Konzervativní profesoři univerzity jsou pak vyjádřeni zpěvem ve stylu hudby 13. století.
Vedle toho jsou zde zastoupeny rytmy mnohem pozdějšího tance krakováku a několik operních árií a duet jsou většinou v duchu hudby pozdního romantismu.
K nejlepším částem opery patří písně a sbory a jejich vynikající zpracování.

## Osoby
- Zikmund August, polský král - bas
- Mikołaj Graba, královský vicekancléř - tenor
- Jan Tarnowski, kastelán krakovský - tenor
- Tomasz Kurzelowita, starosta Krakova - baryton
- Anna, jeho dcera - soprán
- Mikołaj Prokopiades, rektor Krakovské akademie - tenor
- Łachmanek, student - tenor

a další.